# Listy z Lakisz

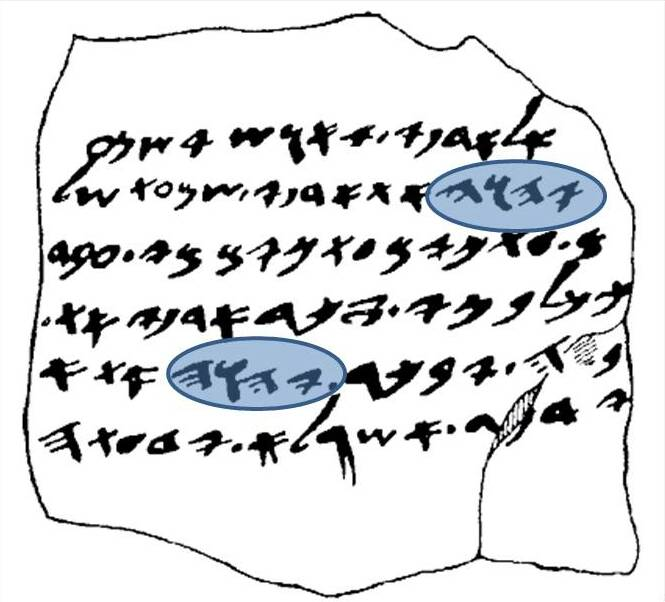
Tetragram na ostrakonie 2. listu z Lakisz z VII w. p.n.e.

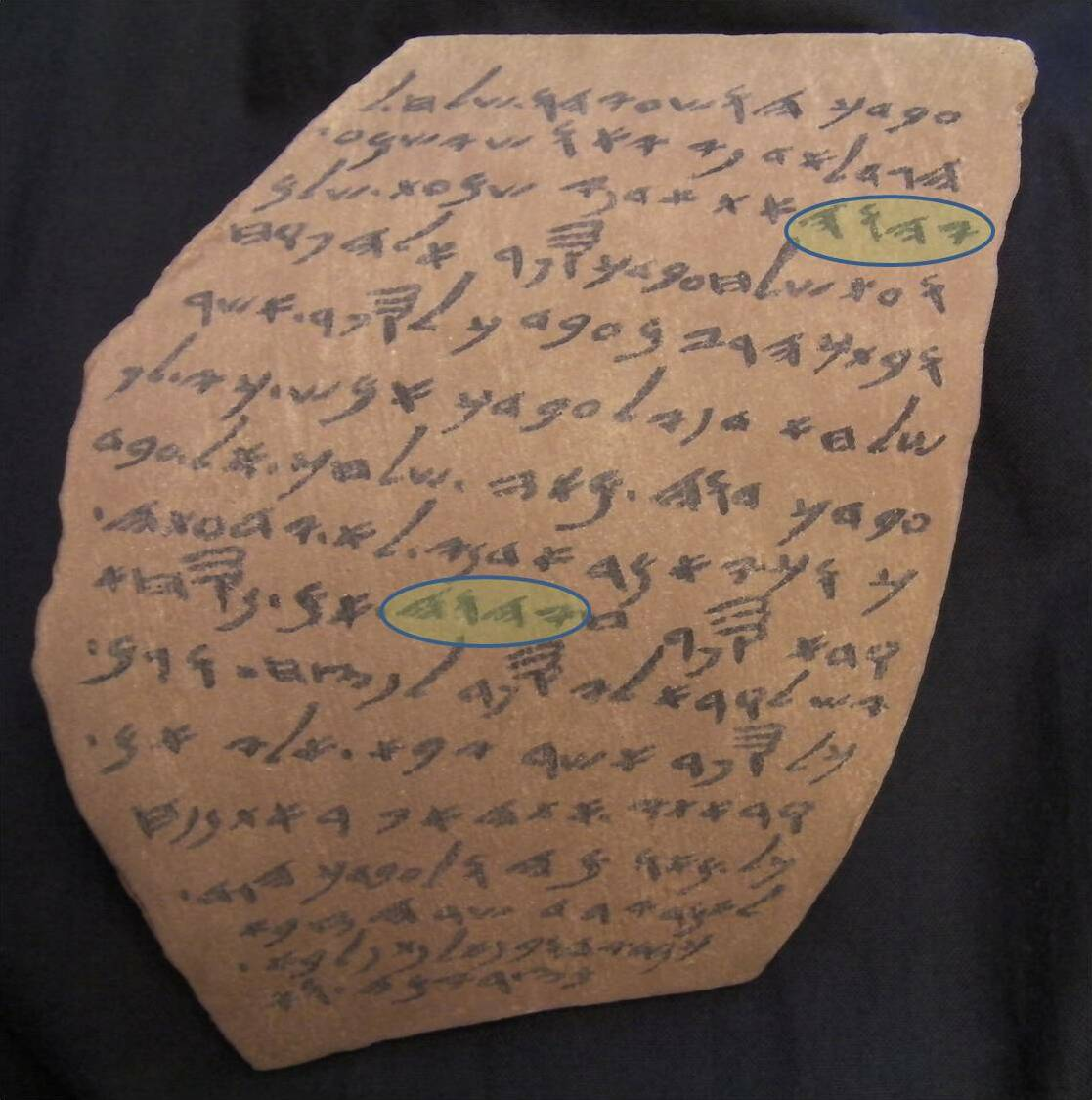
List 3

Listy z Lakisz – grupa 22 listów pisanych atramentem węglowym pismem paleohebrajskim na glinianych ostrakonach. Listy te zostały odkryte podczas dwóch kampanii archeologicznych w trakcie wykopalisk w Lakisz (Tel ed-Duweir) 45 km na południowy zachód od Jerozolimy. Charakterystyczną cechą całej grupy listów z Lakisz jest częste używanie tetragramu imienia Bożego w sprawach codziennych.

## Odkrycie
Wyprawa archeologiczna pod kierownictwem Jamesa L. Starkeya w styczniu i lutym 1935 roku odkryła na stanowisku archeologicznym w Lakisz 18 ostrakonów. Trzy lata później podczas dodatkowej wyprawy znaleziono 3 kolejne, a w 1966 roku wyprawa Johanana Aharoniego odnalazła jeszcze jeden ostrakon oznaczony jako list 22. Wszystkie ostrakony znalezione w 1935 roku znajdowały się w pobliżu bramy miejskiej, ostrakon 19 wśród spalonych konstrukcji zawalonych na drogę dojazdową, 20 i 21  pobliżu pałacu znajdującego się wewnątrz murów, a ostatni 22 pod dziedzińcem wewnętrznym świątyni z okresu hellenistycznego powstałej na gruzach wcześniejszej z X wieku p.n.e.

## Opis
Znajdujące się na ceramice inskrypcje zostały napisane atramentem co powoduje, że ich treść z czasem blaknie. Ostrakony mają różnorodny kształt, choć przeważa forma zbliżona do prostokąta. Narzędziem pisarskim był prawdopodobnie kalam czyli rodzaj trzciny o szerokim ściętym końcu. Natomiast same napisy powstały na wypukłej stronie ceramiki, a dopiero ewentualnie z powodu braku miejsca wykorzystywano stronę wklęsłą. Pomiędzy kolejnymi wyrazami dość konsekwentnie stosowano kropkę rozdzielającą. Spośród wszystkich 22 listów tylko 6 zawiera w miarę kompletny tekst. Część ostrakonów prawdopodobnie pochodzi z tego samego kawałka gliny łamanego na poszczególne fragmenty. Wskazuje to, że prawdopodobnie zostały one zapisane w krótkim odstępie czasu.
Listy z Lakisz to korespondencja pochodząca od dowódcy oddziału patrolowego, znajdującego się poza murami twierdzy do Yaˈoša, jego przełożonego, który prawdopodobnie był dowódcą obrony miasta lub jak list 4 zostały wysłane z ocalałych placówek wojsk judzkich. Na podstawie warstw wykopaliskowych zawierających ślady dwóch pożarów odpowiadającym dwom oblężeniom miasta; określa się, że pierwszy pożar miał miejsce w roku 597 p.n.e., a drugi dziesięć lat później w tym samym okresie gdy upadła Jerozolima. Jedynie ostrakony 19 i 21 prawdopodobnie pochodzą sprzed okresu pierwszego pożaru.
Ostrakony oznaczone 3, 4, 6, 19 znajdują się Muzeum Izraela w Jerozolimie, 1, 2, 5, 7-18 przechowywane są w British Museum a 20, 21 w Institute of Archeology w Londynie.

## Treść listów
Liczby w nawiasach oznaczają kolejne linijki tekstu. Recto i verso oznaczają odpowiednio zewnętrzną (wypukłą) i wewnętrzną (wklęsłą) stronę ostrakonów.
List numer 1:
(1) Germaryahu syn Hissyahu (2) Ya’azanyahu syn Towšalem (3) Hagaw syn Ya’azanyahu (4) Miwtahyahu syn Yirmeyahu (5) Mattanyahu syn Neryahu.
Uwagi: Ten ostrakon jest najlepiej zachowany z całej kolekcji. Ma kształt trapezoidalny. Zawiera jedynie wyliczenie 10 imion spośród których 8 to imiona teoforyczne odnoszące się do Jahwe.
List numer 2:
(1) Do mego pana, Ya’oša, niech Yahwe (2) sprawi aby mój pan wysłuchał nowiny poko-(3)-ju jeszcze dziś. Kimże jest Twój słu-(4)-ga – tylko psem, którego mój pan wspomina jako (5) swego [s]ługę. Niech Yahwe sprzyja memu (6) [pa]nu. Powiedz czego nie wiesz.
Uwagi: List ten, zachowany w kształcie prostokąta, jest uszkodzony gdyż brakuje w nim prawego dolnego rogu. Ten dość krótki napis zawiera uniżoną formułę prezentacji autora listu: Kimże jest Twój sługa – tylko psem, którą zawierają jeszcze dwa listy. Zbliżone zwroty występują w 2. Księdze Samuela 8:8 oraz w 2. Księdze Królewskiej 8:13. List ten stanowi jakby wprowadzenie do całej korespondencji z Lakisz pomiędzy Hošaˈyahu a dowódcą twierdzy Ya’ošem.
List numer 3:
[Recto] (1) Twój sługa, Hošaˈyahu, posłał aby (2) zawiadomić pana mego Ya’oša: niech pozwoli usłyszeć (3) Yahwe memu panu nowinę pokoju (4) i nowinę pomyślności. A teraz otwórz (5) proszę, ucho dla swego sługi w sprawie listu, który (6) wysłałeś do swego sługi ubiegłej nocy, gdyż serce (7) sługi tego cierpi od czasu twego posłania do twego (8) sługi; gdyż mój pan powiedział: Nie umiesz czytać (9) listu. Na Yahwe, nigdy nie próbował kto-(10)-kolwiek czytać mi listu, a ponadto (11) każdy list który przyjdzie do mnie, jeśli (12) przeczytam go, to potem przekażę go (13) ze szczegółami. Twojemu słudze doniesiono: (14) ruszył dowódca wojsk (15) Konyahu syn ’Elnatana, aby wejść (16) do Egiptu, a

[Verso] (17) Hodawyahu syn ’Ahiyahu i (18) ludzi jego posłał aby zabrać ich stąd. (19) A list Tobyahu, sługi królewskiego nadany (20) do Šillema, syna Yadaˈ w imieniu proroka, mó-(21)-wiący: strzeż się, wysłał twój sługa do mego pana.
Uwagi: Ostrakon ten, w kształcie nieregularnego prostokąta o wymiarach 15 na 11 centymetrów, należy do najlepiej zachowanych. Zawiera 21 linijek pisma, z czego 16 na stronie recto. Na stronie recto w kilku miejscach tekst jest zamazany i małowyraźny, natomiast strona verso jest doskonale zachowana. Pierwsza część listu ma charakter prywatny. Prawdopodobnie zwierzchnik zarzucał Hošaˈyahu we wcześniejszej korespondencji, że nie potrafi czytać poleceń. Tłumaczy on jednak, że nie tylko potrafi czytać ale jeszcze ma doskonałą pamięć i potrafi powtórzyć słowo w słowo całą treść. Druga część sprawozdania to oficjalny raport w którym Hošaˈyahu informuje dowódcę o misji udającej się do Egiptu pod dowództwem Konyahu syna ˈElnatana, której celem być może miała być prośba o pomoc przed zbliżającym się niebezpieczeństwem ze strony babilończyków. Jeśli tak było, to rezultatem tej misji mogła być interwencja faraona Apriesa z roku 588 p.n.e. Wskazuje to na to, że Hošaˈyahu stacjonował w miejscowości na linii Jerozolima-Gaza, gdyż Konyahu wstąpił do niej po drodze do Egiptu. Ostatni akapit, wiersze 19-21, dotyczący niewymienionego z imienia proroka może nawiązywać do wydarzeń opisanych w Księdze Jeremiasza 26:20-23.
List numer 4:
[Recto] (1) Niech Yahwe sprawi, że mój pan wysłucha jeszcze dziś (2) dobrej nowiny. Zgodnie z tym wszystkim co posłał pan mój (3) tak uczynił twój sługa. Napisałem na zwoju wszystko tak (4) jak posłałeś do mnie. Jeśli chodzi o (5) Beyt Ha-Rapid – w sprawie którego posłał pan mój – nie mam tam (6) nikogo. Co do Semakyahu, wziął go Šema’yahu i (7) wyśle go do miasta; twój sługa jeszcze nie (8) go tam [dziś]

[Verso] (9) a dopiero po powrocie, rano [...] (10) mój pan wie, że znaki Lachisz obserwujemy, (11) zgodnie ze wszystkimi sygnałami, które dał (12) pan mój, gdyż nie widzimy ’A-(13)-zeqah.
Uwagi: Ostrakon ten ma kształt prostokąta, niestety z urwanym lewym, dolnym rogiem, co pociąga za sobą brak co najmniej dwóch słów w 8 i 9 linijce. Jedno z nich jest tu restytuowane, i choć tekst jest niemal kompletny to jednak i tak przysparza spore trudności interpretacyjne. Nie wiemy kto i do kogo pisze, nie wiemy co zostało napisane na zwoju. Sposób przekazania informacji poprzez zwój wskazuje, że nie można było ich powierzyć ustom posłańca. Wymienione w tekście Beyt Ha-Rapid mogło być jakimś punktem obserwacyjnym ale nie ma co do tego pewności. Jedyne co wiemy to sygnały ogniowe przekazywane poprzez rozpalanie ognisk na wzgórzach, które służyło do przekazywania wiadomości pomiędzy oddalonymi miejscowościami. Takich sygnałów używano w chwilach grożącego niebezpieczeństwa. Ponieważ ’Azeqah znajdowało się na północ od Lakisz, mniej więcej w połowie drogi do Jerozolimy można przypuszczać, że przekazywało ono sygnały pochodzące ze stolicy. Wysłanie Semakyahu do Beyt Ha-Rapid mogło więc mieć na celu obserwację tych sygnałów. Treść tego ostrakonu byłaby więc zgodna z informacjami z Księgi Jeremiasza 34:7 potwierdzającymi, że Lakisz i ’Azeqah były dwoma ostatnimi utrzymującymi się miastami, a sam list pochodził by z czasu oblężenia Jerozolimy. Z treści listu wynika, że ’Azeqah właśnie padła i już nie wysyła sygnałów. List mógł zostać wysłany z jednej z placówek wojsk judzkich obserwujących sygnały z Lakisz i ’Azeqah.
List numer 5:
(1) Niech Yahwe pozwoli usłyszeć memu panu (2) nowinę pokoju i pomyślności (3) [...] jeszcze dziś. Kim jest twój sługa? (4) Psem tylko, któremu posłałeś w ten sposób (5) listy. (6) Twój sługa oddaje lis-(7)-ty  memu panu. Niech Yahwe sprawi (8) abyś zobaczył [...] (9) dziś. Czy dla twego sługi przyniesie (10) Tobyahu ziarno królewskie?.
Uwagi: List ten ma kształt prostokąta a został napisany na jednej stronie tabliczki. W wielu jego miejscach litery są rozmazane lub wyblakłe. Autor listu powiadamia o dostarczeniu listów. Wspomniany w liście Tobyahu pojawił się już w liście trzecim, w linijce 19 – być może chodzi o jedną i tę samą osobę. Pozostała treść listu jest nieczytelna.
List numer 6:
(1) Do mego pana, Ya’oša. Niech Yahwe pozwoli ujrzeć (2) panu memu ten czas w spokoju! Kim jest (3) twój sługa – psem tylko, przez którego posłał pan mój list (4) królewski i listy dowódców mó[w]iąc (5) Czytaj proszę. A oto słowa dowód[ców] (6) nie są dobre, aby osłabić ręce Chaldejczyków i uśmie-(7)-rzyć ręce wr[ogów ...] wiedział (8) ja [...] Panie mój czy nie napiszesz (9) do ni[ch]: Czemu czynicie (10) w ten sposób, że nie[win]nny zapłacił za to. Czy (11) dla króla [...] (12) Na Yahwe Boga (13) tego, od czasu gdy sługa twój przeczytał (14) te listy, nie było (15) dla twego słu[gi spo]koju.
Uwagi: List ten o prostokątnym kształcie zachował się w trzech kawałkach, które można połączyć ze sobą. Wiele miejsc listu jest nieczytelna lub rozmazana. Słowo Chaldejczyków zostało tu restytuowane. Treść listu wskazuje, że powstał on w okresie bezpośredniego zagrożenia przez państwo nowobabilońskie. Treść listu potwierdza nastroje przedstawione w Księdze Jeremiasza. Wyraźny w nim jest niepokój dotyczący decyzji władz wojskowych, a sama jego forma jest chaotyczna i przygnębiająca. Stan tekstu nie pozwala na pełniejszą interpretację jego treści.
List numer 7:
Uwagi: Zachowała się połowa tego listu o kształcie trójkątnym. W jego górnej części brakuje drugiej trójkątnej połówki. Pismo na ostrakonie poza kilkoma nic nie mówiącymi słowami jest nieczytelne.
List numer 8:
[Recto] (1) Niech Yahwe pozwoli wysłuchać panu memu no-(2)-winy dobrej dzisiaj. Oto (3) Kamos król Mo-(4)-abu [...] Yahwe (5) [...] (6) [...]

[Verso] (7) [...] Do A’kzib. (8) [Po]spiesz mój panie tam.
Uwagi: Ostrakon zachował się w kształcie trójkątnym jednak brakuje mu kilku fragmentów. Jedyne dość czytelne słowa to Moab, Yahwe i A’kzib nie zachowały kontekstu stąd treść listu jest niemożliwa do zrozumienia.
List numer 9:
[Recto] (1) Niech Yahwe pozwoli wysłuchać pa-(2)-nu memu nowiny pokoju i pomyślności (3) [...] Da[j] chleba 10 (4) i wina 2. Daj (5) słudze twemu (6) odpowiedź.

[Verso] (7) przez [...] yahu (8) co mamy robić ju-(9)-tro.
Listy numer 10 i od 12 do 19:
Uwagi: Cała ta grupa ostrakonów zachowała się w stanie fragmentarycznym. Jedyne dające się na nich odczytać słowa (pan, sługa, wysłał) należą do najczęściej używanych słów w całej korespondencji. Poza nimi zachowały się pojedyncze litery przez co treść tej grupy listów jest nieprzetłumaczalna.
List numer 11:
Uwagi: Ostrakon ten zachował się w dwóch kawałkach tworzących kształt prostokąta. Prawdopodobnie zawierał sześć linijek tekstu. List jest nieczytelny poza występującymi w nim trzema imionami własnymi oraz śladami pojedynczych liter w piątej linijce.
Ostrakon numer 20:
(1) w dziewiątym roku Beyt [...]yahu (2) Hakalya[hu syn ’A]zan[y].
Uwagi: Jest to inskrypcja zapisana na dzbanie, z którego zachowały się fragmenty. Przechowywano w nim zboże lub wino czy oliwę. Takie inskrypcje mogły być umieszczane na dzbanach w trakcie zbierania dziesięciny. Niezachowana część napisu zawierała zapewne miejsce pochodzenia zbiorów oraz imię właściciela ([...] należało by zatem odczytać jako: <...> yahu – Dom <...>yahu). Ostrakon ten jako jedyny zawiera konkretną datę, która wskazuje zapewne na 9 rok panowania Sedecjasza, rok przed upadkiem Jerozolimy i Królestwa Judy.
List numer 21:
Uwagi: List ten zachował się w kształcie trójkąta. Miejsce jego znalezienia oraz ostrakonu 19 wskazuje, że pochodzą one z czasu sprzed pierwszego zburzenia Lakisz. Ze względu na fragmentaryczność napisów odtworzenie tekstu listu jest niemożliwe.
List numer 22:
(1) Dla [...] (2) Dla [...] (3) Dla ’El[...] (4) Dla Dela[yahu ...] (5) Dla Semakyahu [...] (6) Dla ’Eš[yahu ...] (7) Dla ˈAśayahu syna [...] (8) Dla ’Elyaši[b ...] (9) Dla [...] (10) Dla Beyt ’Akzib [...].
Uwagi: List ten, odkryty w 1966 roku, zachował się w kształcie prostokąta. Pismo jest nieczytelne, ledwo widoczne są litery tylko z jednego skraju ostrakonu.